# Ceratostylis humilis
Ceratostylis humilis är en orkidéart som beskrevs av Johannes Jacobus Smith. Ceratostylis humilis ingår i släktet Ceratostylis och familjen orkidéer. Inga underarter finns listade i Catalogue of Life.